# لیون راسل
لیون راسل (انگلیسی: Leon Russell؛ زادهٔ ۲ آوریل ۱۹۴۲ - درگذشته ۱۲ نوامبر ۲۰۱۶) یک موسیقی‌دان اهل ایالات متحده آمریکا بود. وی از سال ۱۹۵۶ میلادی تا زمان درگذشت خود مشغول فعالیت بوده‌است. لیون راسل در ۱۲ نوامبر ۲۰۱۶ در سن ۷۴ سالگی درگذشت.
 «لئون راسل» موسیقی‌دان معروف «راک اند رول» که در کنسرت بسیاری از خوانندگان درجه یک نوازندگی کرده، هنگامی که خواب بود در ایالت تنسی آمریکا درگذشت.
«راسل» طی سال‌های اخیر درگیری بیماری‌های مختلفی بود؛ او سال ۲۰۱۰ تحت عمل جراحی مغز قرار گرفت و در ژوئیه ۲۰۱۶ دچار حمله قلبی شد.

«التون جان» موسیقی‌دان سرشناس انگلیسی، او را مهم‌ترین الگوی خود در ترانه‌سرایی، خوانندگی و پیانونوازی می‌دانست.
«لئون راسل» در دهه ۱۹۶۰ نوازنده گمنام پیانو در استودیوها بود که در دهه ۱۹۷۰ به یکی از فعال‌ترین نوازندگان موسیقی «راک اند رول» بدل شد. این هنرمند سال ۲۰۱۱ جایگاهی برای خود در تالار «راک اند رول» پیدا کرد. در آن دوران «راسل» را با لقب «استاد فضا و زمان» می‌شناختند.
«راسل» برای مدتی نوازندگی را کنار گذاشته بود اما «التون جان» دوباره او را به صحنه برگرداند. این دو در سال ۲۰۱۰ آلبومی به نام «وحدت» را منتشر کردند که نامزد جایزه «گرمی» شد.
«راسل» طی دوران فعالیت خود بیش از ۳۵ آلبوم و حدود ۴۳۰ ترانه منتشر کرد و برای بسیاری از خوانندگان ترانه می‌سرود. او در سال ۱۹۷۶ در بخش ترانه سال نامزد جایزه «گرمی» شد. «رابرت بنسون» با نسخه‌ای از ترانه «این بالماسکه» راسل موفق شد جایزه «گرمی» بهترین رکورد سال ۱۹۷۷ را کسب کند.